# Nicolas Jenson
Pour les articles homonymes, voir Jenson et Janson.
Nicolas Jenson ou Nicolas Janson, né vers 1420, à Sommevoire, en Champagne et mort vers 1480-1481, à Venise, est un imprimeur et graveur de caractères français, qui a exercé l’essentiel de son activité à Venise, de 1470 à 1480.

## Biographie
Nicolas Jenson appartient à une famille aisée qui lui a permis de faire des études et d'acquérir des connaissances dans l'art de la gravure. Son testament, fait le 7 septembre 1480 à Venise, nous apprend qu'il est le fils de Jacques Jenson, enterré dans l'église Saint-Pierre de Sommevoire, et de Jeanette qui vivait encore en 1480. Il avait encore un frère, Albert, en 1480, qu'il désigne comme son légataire, et quatre enfants, trois filles et un fils.
En 1436, les Anglais ont quitté Paris après le siège de la ville qui est revenue au pouvoir du roi Charles VII. Il y a alors rétabli la frappe des monnaies françaises à Paris. Plusieurs bons graveurs y sont employés. Nicolas Jenson y est employé et s'y forme. Il fait rapidement des progrès et va devenir un des meilleurs graveurs du royaume. Jacques Cœur, bourgeois de Bourges, entré dans l'amitié du roi, est nommé général des Monnaies. Nicolas Jenson est en relation avec lui et ils deviennent des amis, mais en 1453, Jacques Cœur est condamné. Sa disgrâce a eu des conséquences pour Nicolas Jenson qui a quitté Paris.
La ville de Tours, où se trouvait un atelier de frappe des monnaies, lui a alors proposé de le nommer maître graveur à l’atelier royal de Monnaies à Tours.
En 1457, un livre de Psaumes imprimé à Mayence arrive à Paris. Charles VII qui s'intéresse aux sciences et aux arts a décidé de s'occuper de cette nouvelle technique. Il décide de charger Nicolas Jenson de découvrir cette nouvelle technique et de l'introduire à Paris.
En 1458, selon une note ajoutée dans un manuscrit intitulé « Les monnoyes de France depuis Philippe Auguste jusqu’à Louis XI », il aurait été envoyé à Mayence par le roi de France Charles VII afin d’y apprendre la technique nouvelle de la typographie : « Le IIIe jour d'octobre mil IIII° LVIII ledit sr roy ayant entendu que messire Johannes Gutenberg chevalier demourant à Mayence pais d’Allemagne […] avoit mis en lumiere l’invencion d’imprimer par poinçons et caracteres […] auroit mandé aux generaulx de ses monnoyes lui nommer personnes bien entendues a ladite taille et pour envoïer audit lieu secrettement soy infformer de la dicte forme et maniere de ladite invencion, entendre, concevoir et apprendre l’art d’icelle. » Nicolas Jenson ayant été désigné comme le plus apte à répondre à le demande du souverain, il partit pour l’Allemagne le 3 octobre 1458 pour « parvenir à l’intelligence du nouvel art et execucion d’icelui audict Royaume de France ».
À Mayence, Jenson a dû travailler dans l’atelier de Johann Fust et Peter Schœffer pendant quatre ans, jusqu’au sac de la ville, dans la nuit du 28 octobre 1462, par les troupes de l’archevêque Adolphe de Nassau.
On ne sait rien de ce qu’il fait entre 1462 et 1469. Il ne revient pas en France. Plusieurs hypothèses ont été émises : il aurait pu rejoindre directement l’Italie et travailler un moment à Rome avec Arnold Pannartz et Konrad Sweynheim ; il aurait pu se rendre à Cologne avec Ulrich Zell. S'il arrive à Venise avant 1470, il a sans doute été employé par les frères Jean et Wendelin de Spire, installés à Venise en 1468 et qui avaient obtenu, le 18 septembre 1469, un monopole pour cinq ans, rendu caduc par la mort de Jean de Spire fin 1469, ce qui a dû permettre à Nicolas Jenson de s'installer à son compte.
En 1470, il est installé à Venise où il s’établit maître-imprimeur. Son premier ouvrage imprimé est une édition d’Eusèbe de Césarée, De Evangelica preparatione, traduit en latin par Georges de Trébizonde. À partir de 1473, il forme avec deux marchands de Francfort, Johann Rauchfass et Peter Ugelheimer, une société commerciale au nom de « Nicolaus Jenson sociique » ; cela permet à Jenson d’avoir un débouché commercial pour ses livres en Allemagne et, lors d’une crise grave de surproduction en 1474-1475, Jenson peut s’en sortir commercialement grâce à cet appui financier. En 1475, il est nommé comte palatin par le pape Sixte IV.
Jenson ne se spécialise pas mais imprime pour tous les marchés : ouvrages humanistes ; classiques latins et classiques grecs en traduction latine ; bibles ; théologie ; médecine ; ouvrages juridiques (droit civil et droit canon) ; livres d’heures et ouvrages liturgiques… Il imprime avant tout des ouvrages en latin, mais aussi quelques œuvres en italien : ainsi son édition latine de l’Histoire naturelle de Pline, en 1472, est suivie en 1476 par une édition en italien, commanditée par deux Florentins, Girolamo et Marco Strozzi ; il publie deux éditions de la Légende dorée en italien (1475 et 1476) et quelques ouvrages de spiritualité (Parole devote dell’anima innamorata in messer Gesu, 1471 ; Breviloquio di contemplatione sopra el pater nostro d’Antonio Schiatosi, 1475).
Le 29 mai 1480, un contrat notarié sanctionne la naissance d’une société commerciale typographique réunissant pour cinq ans Nicolas Jenson et l’autre grand imprimeur de Venise à l’époque, Joannes de Colonia. À eux deux, ils imprimaient 43 % de la production vénitienne. Le capital de cette société est estimé entre 7 000 et 10 000 ducats. Dans les douze mois suivants, elle produit une vingtaine d’in-folio. L’importance de cette entreprise typographique est telle qu’on l’appelle simplement à Venise La Compagnia. Comme l’écrit Martin Lowry : « Si Gutenberg a inventé la typographie, Jenson et Jean de Cologne ont tout fait pour passer d’un secret commercial jalousement gardé à un outil de communication de masse. »
Les deux associés meurent cependant au même moment, fin 1480 ou début 1481. Le fonds de l’imprimerie de Jenson est acquis par Andrea Torresani di Asola, beau-père d’Alde Manuce et imprimeur vénitien de premier plan.
Au total, Nicolas Jenson a imprimé plus de 150 ouvrages.

## Jenson et les caractères typographiques

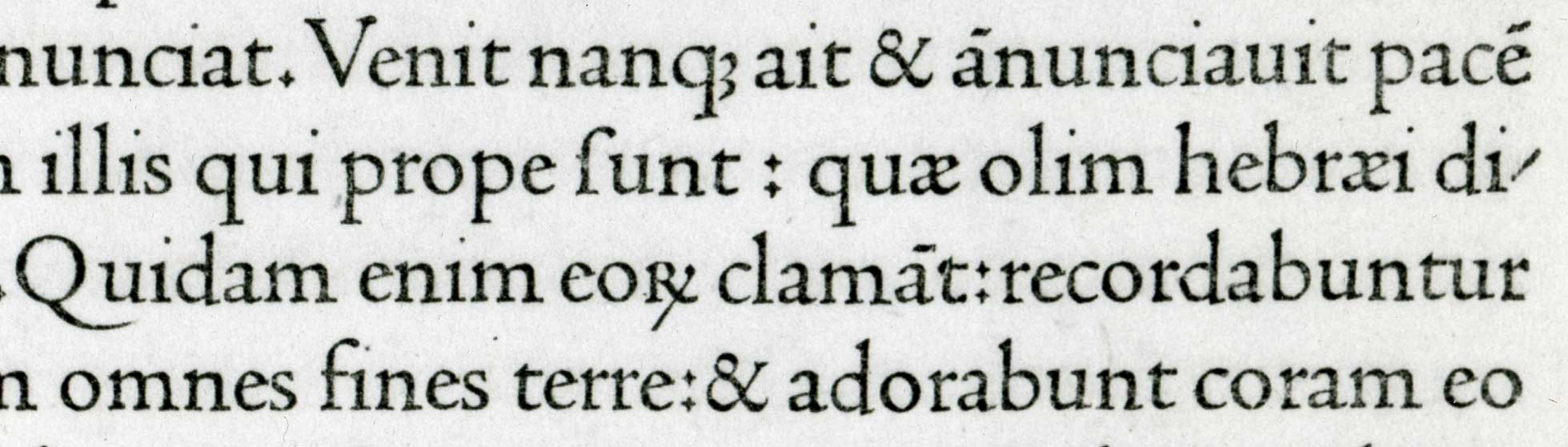
Détail d’une page du De Evangelica praeparatione d’Eusèbe de Césarée avec le premier caractère romain de Jenson en 1470.

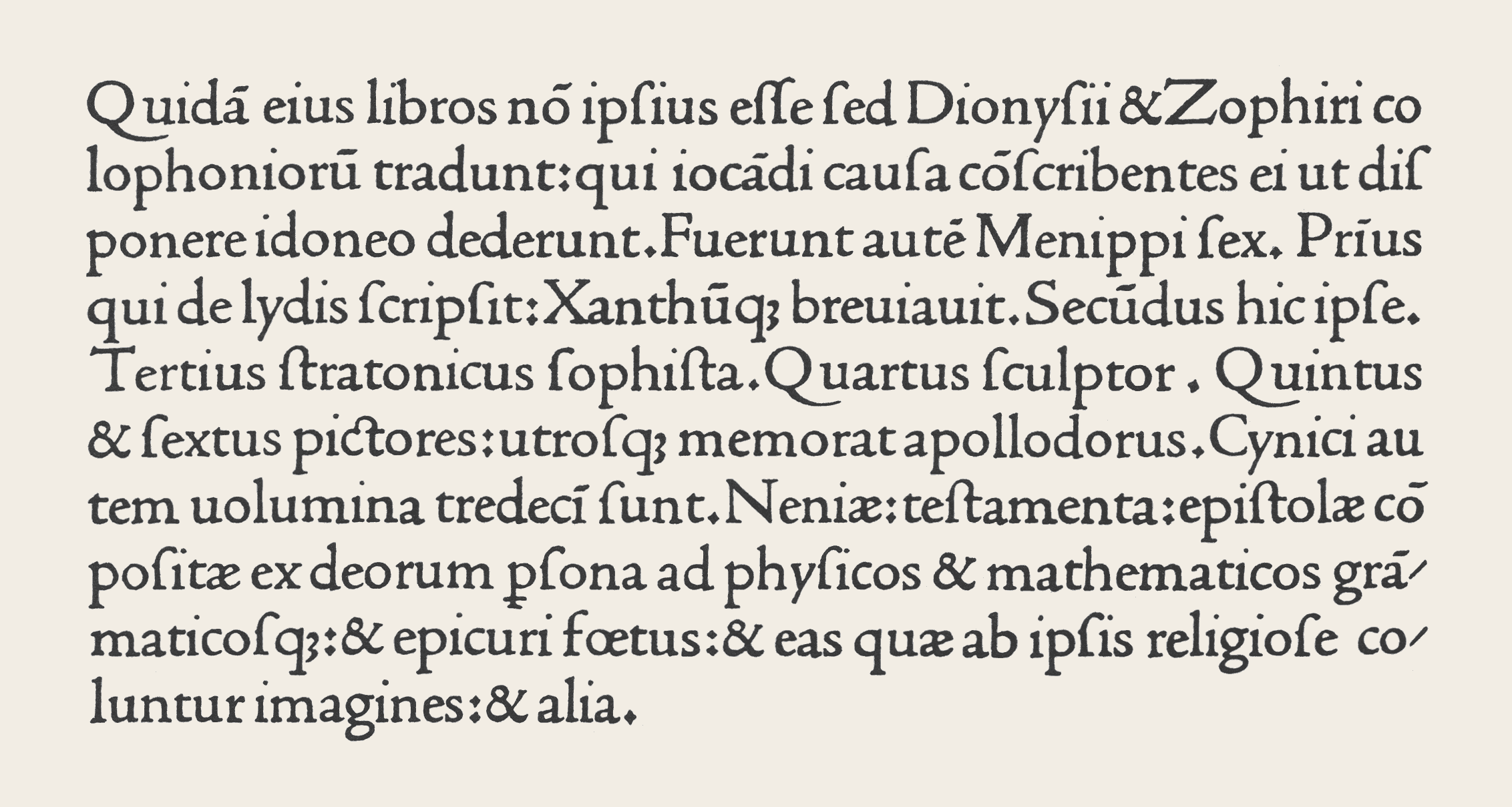
Caractère romain de l’édition de Diogène Laërce de 1475.

À son arrivée à Venise en 1470, Nicolas Jenson maîtrise parfaitement le caractère romain qu’il utilise dans son édition du De evangelica Preparatione d’Eusèbe, puis dans les Epistolae ad Brutum, ad Quintum fratrem, ad Atticum de Cicéron, imprimé la même année. Les historiens de la typographie considèrent le romain de Jenson comme un des plus parfaits caractères d’imprimerie jamais gravé. Il exerce une influence déterminante sur les graveurs qui vont suivre, comme Claude Garamond. 
Cette police Roman optimisait la lisibilité des caractères tout en minimisant la quantité d'encre, très chère à l'époque. Il inspirera également Stanley Morison, typographe du journal The Times, qui publiera en 1932 une police réadaptée aux avancées technologiques de l'époque, et qui l'intitulera New Roman en hommage à Nicolas Jenson. Elle est désormais connue sous le nom de Times New Roman, et fut la police par défaut du logiciel de traitement de texte Microsoft Word, jusqu’à la version 2007, où elle fut remplacée par Calibri.
En 1471, il crée un caractère grec utilisé dans les citations. En 1473, il crée un caractère gothique utilisé pour ses éditions de médecine et les ouvrages liturgiques ou juridiques. Plusieurs journaux utilisent encore dans leurs logotypes une police gothique, en hommage à Gutenberg : Le Monde, The New York Times, Berliner Zeitung,The Phnom Pehn Post, etc.

## Littérature
Nicolas Jenson est mis en scène par l'écrivain genevois Jacques Aeschlimann dans sa pièce Guten Tag, Gutenberg ! représentée pour la première fois en 1956.